# René Parra
René Parra est un ancien arbitre canadien de soccer des années 1990.

## Carrière
Il a officié dans une compétition majeure : 
- Gold Cup 1996 (match pour la 3e place)